# SMA*
SMA*, acronimo di Simplified Memory-Bounded A*, è un algoritmo euristico per la ricerca del cammino minimo basato sull'algoritmo A*, proposto dall'informatico anglo-statunitense Stuart Russell nel 1992.
Il vantaggio principale di SMA* è l'uso limitato della memoria, al contrario di A* che ha bisogno, nel caso peggiore, di uno spazio esponenziale. Tutte le altre caratteristiche di SMA* derivano direttamente da A*, incluse le prestazioni in termini di tempo, che nel caso peggiore rimangono esponenziali. Come si evince anche dal nome, questo tipo di ricerca fa parte della famiglia memory-bounded A* (o MA*).

## Descrizione
L'idea di algoritmi a "memoria limitata" (bounded-memory) nasce dal fatto che altri algoritmi euristici, come RBFS o IDA*, usano fin troppa poca memoria, a danno delle prestazioni di velocità. SMA* usa dunque un algoritmo sostanzialmente identico a A* fino a quando la memoria assegnatagli sarà sufficiente, dopodiché gli stati con il maggior costo f verranno scartati (o "potati") dalla coda. A questo punto, l'algoritmo adotterà una strategia RBFS, ricordando il costo f migliore relativo ad ogni ramo potato (al posto del costo del nodo da cui il ramo parte). Quando tutti i rami esplorati sembreranno peggiori di quello dimenticato, quest'ultimo verrà ri-esplorato più in profondità.

## Implementazione
Segue una possibile implementazione in pseudocodice:
```
function
 
SMA_star
(
problema
)
:
 
cammino

  
coda
:
 
insieme
 
di
 
nodi
,
 
ordinati
 
per
 
il
 
loro
 
costo
 
f
;

begin

  
coda
.
insert
(
problema
.
nodo
-
radice
)
;

  
while
 
True
 
do
 
begin

    
if
 
coda
.
vuoto
()
 
then
 
return
 
fallimento
;
 
//nessuna soluzione entra in memoria

    
nodo
 
:=
 
coda
.
begin
()
;
 
// nodo con il più basso costo f

    
if
 
problema
.
soluzione
(
nodo
)
 
then
 
return
 
success
;

    

    
s
 
:=
 
successore
(
nodo
)

    
if
 
!
problema
.
soluzione
(
s
)
 
&&
 
profondit
à
(
s
)
 
==
 
massima_profondit
à
 
then

        
f
(
s
)
 
:=
 
inf
;
 

        
// non c'è più spazio disponibile in memoria

    
else

        
f
(
s
)
 
:=
 
max
(
f
(
node
)
,
 
g
(
s
)
 
+
 
h
(
s
))
;

        
// il costo f del successore è il valore massimo fra

        
//      il costo f del genitore 

        
//      il costo per raggiungere il successore + il costo predetto (euristico) del successore

    
endif

    
if
 
nessun
 
nuovo
 
successore
 
then

       
aggiorna
 
costo
 
f
 
di
 
nodo
 
e
,
 
se
 
necessario
,
 
dei
 
suoi
 
genitori
 
(
ricorsivamente
)

    

    
if
 
node
.
successori
 
⊆
 
coda
 
then
 
coda
.
rimuovi
(
nodo
)
;
 

    
// tutti i figli sono già stati aggiunti alla coda tramite un cammino più breve

    
if
 
memoria
 
è
 
piena
 
then
 
begin

      
nodoPeggiore
 
:=
 
nodo
 
pi
ù
 
superficiale
 
con
 
il
 
pi
ù
 
alto
 
costo
 
f
;

      
for
 
genitore
 
in
 
nodoPeggiore
.
genitori
 
do
 
begin

        
genitore
.
successori
.
rimuovi
(
nodoPeggiore
)
;

        
if
 
needed
 
then
 
coda
.
inserisci
(
genitore
)
;
 

      
endfor

    
endif

    
coda
.
inserisci
(
s
)
;

  
endwhile

end

```

## Proprietà
SMA* è caratterizzato delle seguenti proprietà:
- Lavora con un euristica, esattamente come A*.
- È completo se la soluzione più superficiale entra in memoria.
- È ottimale se la soluzione più superficiale entra in memoria, altrimenti restituisce la soluzione migliore che è riuscito a trovare.
- Evita di esplorare più volte lo stesso stato finché la memoria premette di farlo.
- Usa tutta la memoria a disposizione.
- L'uso della memoria è proporzionale alla velocità di esecuzione dell'algoritmo. Avendo abbastanza memoria da ospitare l'intero albero di esecuzione, la velocità di esecuzione sarà ottimale.